# Kambodzsai álszajkó
A kambodzsai álszajkó (Garrulax ferrarius) a madarak osztályának verébalakúak (Passeriformes) rendjébe és a Leiothrichidae családjába tartozó faj.

## Rendszerezése
A fajt Joseph Harvey Riley amerikai ornitológus írta le 1930-ban.

## Előfordulása
Délkelet-Ázsiában, Kambodzsa területén honos. A természetes élőhelye a szubtrópusi vagy trópusi síkvidéki és hegyi esőerdők. Állandó, nem vonuló faj.

## Megjelenése
Testhossza 28-30 centiméter.